# Inverigo
Inverigo est une commune de la province de Côme, dans la région Lombardie, en Italie.

## Géographie
Inverigo se situe dans la Brianza comasque occidentale, le long du fleuve Lambro à environ 30 km au nord de Milan et 15 au sud-est de Côme.
Son développement urbain a eu lieu de façon concentrique autour des résidences des anciens seigneurs des hameaux qui composent aujourd'hui la commune.
Une partie du territoire communal fait partie du parc régional Parco Regionale della Valle del Lambro.
Inverigo est au cœur des principales artères de communication de la haute Brianza, le long de la liaison ferroviaire des Ferrovie Nord Milano et à quelques kilomètres de la Milano-Lecco.

## Économie
- Suomy, marque italienne de casques de moto.

## Administration
| Période                                  | Période     | Identité           | Étiquette    | Qualité |
| ---------------------------------------- | ----------- | ------------------ | ------------ | ------- |
| 14 mai 2001                              | 30 mai 2006 | Alberto Bartesaghi | centre-droit |         |
| 30 mai 2006                              | En cours    | Alberto Bartesaghi | centre-droit |         |
| Les données manquantes sont à compléter. |             |                    |              |         |

### Hameaux
Cremnago, Villa Romanò, Romanò.

### Communes limitrophes
Alzate Brianza, Arosio, Brenna, Briosco, Carugo, Giussano, Lambrugo, Lurago d'Erba, Nibionno, Veduggio con Colzano.

## Personnalités
- Alberto Cova (1958-), champion olympique et du monde sur 10 000 m.